# 창원 분기점
창원 분기점(昌原分岐點, Changwon Junction, 창원JC)은 경상남도 창원시 의창구 동읍 용강리에 설치된 남해고속도로와 남해고속도로제1지선이 만나는 분기점이다. 남해고속도로제1지선의 종점은 창원 분기점에서 창원 방향으로 0.98 km 떨어진 지점에 위치해 있다. 남해고속도로제1지선 창원방면에서 남해고속도로 순천방면으로의 진출과 남해고속도로 부산방면에서 남해고속도로 제1지선 함안방면으로의 진출은 불가능하다. 2001년 11월 8일에 개통되었다.

## 연혁
- 2001년 11월 8일 : 마산외곽고속도로 개통과 함께 영업 개시[1]

## 구조물 정보
- 위치: 경상남도 창원시 의창구 동읍 용강리

## 접속하는 노선

### 순천・부산방면
- 남해고속도로 (33번)

### 함안방면
- 남해고속도로제1지선 (5번)

## 구조
직결형 구조로 남해고속도로제1지선에서 김해 방향을 향해 오는 선이 그대로 남해고속도로 부산 방향으로 합류하는 구조이다. 남해고속도로 순천 방향에서 남해고속도로제1지선 함안 방향으로, 또는 그 반대 방향으로는 진출입이 불가능하다.